# Elecciones regionales de Moquegua de 2022
Las elecciones regionales de Moquegua de 2022 se llevaron a cabo el 2 de octubre de 2022 para elegir al gobernador regional, al vicegobernador regional y al Consejo Regional para el periodo 2023-2027. La elección se celebró simultáneamente con elecciones regionales y municipales (provinciales y distritales) en todo el Perú. La segunda vuelta regional se llevó a cabo el 4 de diciembre de 2022.
Jaime Rodríguez Villanueva (Kausachun) fue el candidato más votado en la primera vuelta pero por un estrecho margen de 3 mil votos sobre su principal competidora Gilia Gutiérrez Ayala (Somos Perú), que sorpresivamente superó a Johan Flores Villegas (Podemos Perú), uno de los favoritos de la elección. En el balotaje, el primero en la historia del departamento, Gutiérrez fue electa como gobernadora regional de Moquegua, la segunda de la historia tras Cristala Constantinides Rosado, elegida 20 años antes también por Somos Perú. Además, fue la primera victoria de un partido político nacional desde 2002.
A nivel del Consejo Regional, Somos Perú se alzó como el partido más votado con 3 escaños y el único con representación en las tres provincias del departamento, si bien no consiguió el primer lugar en ninguna de ellas. Kausachun y Podemos Perú, las siguientes agrupaciones más votadas, consiguieron 2 escaños. Ningún partido obtuvo la mayoría absoluta. Alianza para el Progreso, Juntos por el Perú y el Frente de la Esperanza también obtuvieron representación.

## Sistema electoral
El Gobierno Regional de Moquegua es el órgano administrativo y de gobierno del departamento de Moquegua. Está compuesto por el gobernador regional, el vicegobernador regional y el Consejo Regional.
La votación se realiza en base al sufragio universal, que comprende a todos los ciudadanos nacionales mayores de dieciocho años, empadronados y residentes en el departamento de Moquegua y en pleno goce de sus derechos políticos.
El gobernador y vicegobernador regional son elegidos por sufragio directo. Para que un candidato sea proclamado ganador debe obtener no menos de 30 % de votos válidos. En caso ningún candidato logre ese porcentaje en la primera vuelta electoral, los dos candidatos más votados participan en una segunda vuelta o balotaje. No hay reelección inmediata de gobernadores regionales.
El Consejo Regional de Moquegua está compuesto por 10 consejeros elegidos por sufragio directo para un período de cuatro (4) años. La votación es por lista cerrada y bloqueada. Cada provincia del departamento de Moquegua constituye una circunscripción electoral. Se asigna a la lista ganadora los escaños según el método d'Hondt. La distribución y el número de consejeros regionales es la siguiente:
| Circunscripción             | Escaños | Mapa |
| --------------------------- | ------- | ---- |
| Mariscal Nieto(+1)          | 4       |      |
| General Sánchez Cerro e Ilo | 3       |      |

## Composición del Consejo Regional de Moquegua
La siguiente tabla muestra la composición del Consejo Regional de Moquegua antes de las elecciones.
| Partidos | Partidos                                                     | Consejeros |
| -------- | ------------------------------------------------------------ | ---------- |
|          | Frente de Integración Regional Moquegua Emprendedora - FIRME | 4          |
|          | Unión por el Perú                                            | 3          |
|          | Perú Nación                                                  | 1          |
|          | Acción Popular                                               | 1          |

## Elecciones internas
Los partidos políticos realizaron la convocatoria a elecciones internas (15–22 de enero de 2022) para definir a los candidatos de sus organizaciones en listas cerradas y bloqueadas. Se sometieron a elección las candidaturas a:
- Gobernador y vicegobernador regional de Moquegua (2 candidaturas).
- Consejo Regional de Moquegua (10 candidaturas).

Existen dos modalidades para la organización de las elecciones internas:
- Modalidad de elección directa: con voto universal, libre, voluntario, igual, directo y secreto de los afiliados. Fue la modalidad utilizada por Alianza para el Progreso,[8] Acción Popular[9] y Somos Perú.[10] Las elecciones se realizaron el 15 de mayo de 2022.
- Modalidad de delegados: a través de delegados previamente elegidos mediante voto universal, libre, voluntario, igual, directo y secreto de los afiliados. Fue la modalidad utilizada por Podemos Perú,[11] Perú Libre,[12] Kausachun,[13] Nuestro Ilo - Moquegua - Sánchez Cerro,[13] Juntos por el Perú,[14] Frente de la Esperanza[15] y Movimiento Regional Somos Más.[13] Las elecciones se realizaron el 22 de mayo de 2022.

## Partidos y candidatos
A continuación se muestra una lista de los principales partidos y alianzas electorales que participan en las elecciones:
| Candidatura | Candidatura | Partidos y alianzas                                      | Candidato | Candidato                  | Ideología                                                          | Resultado previo | Resultado previo | Ref.   |
| Candidatura | Candidatura | Partidos y alianzas                                      | Candidato | Candidato                  | Ideología                                                          | Votos (%)        | Con.             | Ref.   |
| ----------- | ----------- | -------------------------------------------------------- | --------- | -------------------------- | ------------------------------------------------------------------ | ---------------- | ---------------- | ------ |
|             | PP          | Lista - Podemos Perú (PP)                                |           | Johan Flores Villegas      | Conservadurismo social Populismo Nacionalismo                      | 5.76%            | 0                | [ 16 ] |
|             | APP         | Lista - Alianza para el Progreso (APP)                   |           | Teófila Romero Mamani      | Liberalismo económico Conservadurismo liberal Populismo de derecha | 2.28%            | 0                | [ 16 ] |
|             | PL          | Lista - Perú Libre (PL)                                  |           | Salvador Humpire Cáceres   | Socialismo del siglo XXI Marxismo-leninismo Mariateguismo          | 1.09%            | 0                | [ 16 ] |
|             | SP          | Lista - Somos Perú (SP)                                  |           | Gilia Gutiérrez Ayala      | Democracia cristiana Conservadurismo social                        | Nuevo            | Nuevo            | [ 16 ] |
|             | Nuestro     | Lista - Nuestro Ilo - Moquegua - Sánchez Cerro (Nuestro) |           | Jency Caviedes Bedregal    | Regionalismo moqueguano                                            | Nuevo            | Nuevo            | [ 16 ] |
|             | Kausachun   | Lista - Kausachun (Kausachun)                            |           | Jaime Rodríguez Villanueva | Regionalismo moqueguano                                            | Nuevo            | Nuevo            | [ 16 ] |
|             | Somos Más   | Lista - Movimiento Regional Somos Más (Somos Más)        |           | Neri Torres Gutiérrez      | Regionalismo moqueguano                                            | Nuevo            | Nuevo            | [ 16 ] |

## Sondeos de opinión
La siguiente tabla enumera las estimaciones de la intención de voto en orden cronológico inverso, mostrando las más recientes primero y utilizando las fechas en las que se realizó el trabajo de campo de la encuesta. Cuando se desconocen las fechas del trabajo de campo, se proporciona la fecha de publicación.
Leyenda:
     Sondeo realizado en el periodo de prohibición legal de la difusión de sondeos de intención de voto.

### Balotaje

#### Intención de voto
La siguiente tabla enumera las estimaciones ponderadas (sin incluir votos en blanco y nulos) de la intención de voto.
| Encuestadora/Medio            | Fecha      | Muestra | Gilia Gutiérrez | Jaime Rodríg. | Dif. |  |  |  |
| ----------------------------- | ---------- | ------- | --------------- | ------------- | ---- |  |  |  |
| Encuestadora/Medio            | Fecha      | Muestra |                 |               |      |  |  |  |
| Elecciones regionales de 2022 | 4 dic 2022 | —       | 52.2            | 47.8          | 4.4  |  |  |  |
|                               |            |         |                 |               |      |  |  |  |
| Punto Consultora              | 4 dic 2022 | 4500    | 52.8            | 47.2          | 5.6  |  |  |  |
| Radio Galaxia                 | 4 dic 2022 | ?       | 47.0            | 53.0          | 6.0  |  |  |  |
| Radio El Puerto               | 4 dic 2022 | ?       | 38.2            | 61.8          | 23.6 |  |  |  |

#### Preferencias de voto
La siguiente tabla enumera las preferencias de voto en bruto (incluyendo blancos, viciados y sin respuesta) y no ponderadas.
|                               |            |      |      |      |      |   |      |  |  |  |  |  |  |  |  |
| Elecciones regionales de 2022 | 2 oct 2022 | —    | 46.8 | 42.8 | 10.4 | – | 4.0  |  |  |  |  |  |  |  |  |
|                               |            |      |      |      |      |   |      |  |  |  |  |  |  |  |  |
| Punto Consultora              | 4 dic 2022 | 4500 | 47   | 42   | 11   | – | 5    |  |  |  |  |  |  |  |  |
| Radio El Puerto               | 4 dic 2022 | ?    | 35.0 | 56.5 | 8.5  | – | 21.5 |  |  |  |  |  |  |  |  |

### Primera vuelta

#### Intención de voto
La siguiente tabla enumera las estimaciones ponderadas (sin incluir votos en blanco y nulos) de la intención de voto.
|                                |                |      |      |      |      |     |      |     |     |      |  |  |  |  |  |
| Elecciones regionales de 2022  | 2 oct 2022     | —    | 28.1 | 24.6 | 18.5 | 8.3 | 8.1  | 7.7 | 4.6 | 3.5  |  |  |  |  |  |
|                                |                |      |      |      |      |     |      |     |     |      |  |  |  |  |  |
| Ipsos Perú/América             | 2 oct 2022     | ?    | 28.8 | 23.2 | 19.7 | –   | –    | 9.0 | –   | 5.6  |  |  |  |  |  |
| Ipsos Perú/América             | 2 oct 2022     | ?    | 30.0 | 22.8 | 17.6 | –   | 8.9  | –   | –   | 7.2  |  |  |  |  |  |
| J&M Consultora/Radio Americana | 2 oct 2022     | 1520 | 29.3 | 28.9 | 17.0 | 6.6 | 6.9  | 5.8 | 3.0 | 0.4  |  |  |  |  |  |
| Abba Consultores               | 22–24 sep 2022 | 606  | 31.2 | 21.8 | 34.6 | 1.3 | 3.6  | 2.1 | 5.3 | 3.4  |  |  |  |  |  |
| Ingeser M&E                    | 22–24 sep 2022 | ?    | 48.0 | 14.7 | 18.7 | 5.3 | 6.7  | –   | –   | 29.3 |  |  |  |  |  |
| CNI                            | 17–18 sep 2022 | ?    | 55.3 | 5.2  | 11.7 | –   | 11.7 | 4.3 | 2.4 | 43.6 |  |  |  |  |  |
| Abba Consultores               | 15–17 sep 2022 | ?    | 35.5 | 15.3 | 37.6 | 0.7 | 3.2  | 1.4 | 4.9 | 2.1  |  |  |  |  |  |
| Ingeser M&E                    | 11–12 sep 2022 | ?    | 50.8 | 15.4 | 19.3 | 4.8 | 5.4  | –   | –   | 31.5 |  |  |  |  |  |
| Data Market                    | 10–11 sep 2022 | ?    | 54.8 | 4.8  | 8.6  | –   | 8.6  | 8.6 | –   | 46.2 |  |  |  |  |  |
| Data Market                    | 23–24 jul 2022 | ?    | 40.7 | 6.3  | 12.8 | –   | 12.8 | 6.3 | –   | 27.9 |  |  |  |  |  |
| CNI                            | 22–24 jul 2022 | 956  | 41.1 | 6.2  | 12.9 | –   | 9.1  | 4.6 | –   | 26.5 |  |  |  |  |  |
| Data Market                    | 23–24 abr 2022 | 465  | 35.8 | –    | 8.8  | –   | 5.2  | –   | –   | 27.0 |  |  |  |  |  |
| CNI                            | 12–13 mar 2022 | 956  | 48.9 | –    | 15.5 | –   | –    | –   | –   | 33.4 |  |  |  |  |  |
| CNI                            | 4–5 sep 2021   | 943  | 37.4 | –    | 11.5 | –   | –    | –   | –   | 25.9 |  |  |  |  |  |

#### Preferencias de voto
La siguiente tabla enumera las preferencias de voto en bruto (incluyendo blancos, viciados y sin respuesta) y no ponderadas.
|                               |                |     |      |      |      |     |      |     |     |      |      |      |  |  |  |
| Elecciones regionales de 2022 | 2 oct 2022     | —   | 22.6 | 19.9 | 14.9 | 6.7 | 6.5  | 6.2 | 3.7 | 19.4 | —    | 2.7  |  |  |  |
|                               |                |     |      |      |      |     |      |     |     |      |      |      |  |  |  |
| Abba Consultores              | 22–24 sep 2022 | 606 | 26.6 | 18.6 | 29.5 | 1.1 | 3.1  | 1.8 | 4.6 | 1.5  | 13.2 | 2.9  |  |  |  |
| Ingeser M&E                   | 22–24 sep 2022 | ?   | 36.0 | 11.0 | 14.0 | 4.0 | 5.0  | –   | –   | –    | 25.0 | 22.0 |  |  |  |
| CNI                           | 17–18 sep 2022 | ?   | 48.7 | 4.6  | 10.3 | –   | 10.3 | 3.8 | 2.1 | –    | 12.0 | 26.5 |  |  |  |
| Abba Consultores              | 15–17 sep 2022 | ?   | 25.2 | 10.9 | 26.7 | 0.5 | 2.3  | 1.0 | 3.5 | 8.4  | 21.5 | 1.5  |  |  |  |
| Ingeser M&E                   | 11–12 sep 2022 | ?   | 35.0 | 10.6 | 13.3 | 3.3 | 3.7  | –   | –   | –    | 31.1 | 21.7 |  |  |  |
| Data Market                   | 10–11 sep 2022 | ?   | 47.7 | 4.2  | 7.5  | –   | 7.5  | 7.5 | –   | –    | 13.0 | 21.7 |  |  |  |
| CNI                           | 22–24 jul 2022 | 956 | 38.5 | 5.8  | 12.0 | –   | 8.5  | 4.3 | –   | –    | 6.7  | 26.5 |  |  |  |
| CNI                           | 12–13 mar 2022 | 956 | 34.3 | –    | 10.9 | –   | –    | –   | –   | –    | 29.9 | 23.4 |  |  |  |
| CNI                           | 4–5 sep 2021   | 943 | 25.0 | –    | 7.8  | –   | –    | –   | –   | –    | 33.2 | 17.2 |  |  |  |

## Resultados

### Gobierno Regional de Moquegua
| Candidatos           | Candidatos                 | Partidos y coaliciones                           | Primera vuelta 2 oct 2022 | Primera vuelta 2 oct 2022 | Balotaje 4 dic 2022 | Balotaje 4 dic 2022 |  |
| Candidatos           | Candidatos                 | Partidos y coaliciones                           | Votos                     | %                         | Votos               | %                   |  |
| -------------------- | -------------------------- | ------------------------------------------------ | ------------------------- | ------------------------- | ------------------- | ------------------- |  |
|                      | Gilia Gutiérrez Ayala      | Somos Perú (SP)                                  | 24,329                    | 24.63                     | 53,001              | 52.22               |  |
|                      | Jaime Rodríguez Villanueva | Kausachun (Kausachun)                            | 27,742                    | 28.08                     | 48,497              | 47.78               |  |
|                      | Johan Flores Villegas      | Podemos Perú (PP)                                | 18,293                    | 18.52                     |                     |                     |  |
|                      | Salvador Humpire Cáceres   | Perú Libre (PL)                                  | 8,203                     | 8.30                      |                     |                     |  |
|                      | Teófila Romero Mamani      | Alianza para el Progreso (APP)                   | 7,994                     | 8.09                      |                     |                     |  |
|                      | Jency Caviedes Bedregal    | Nuestro Ilo - Moquegua - Sánchez Cerro (Nuestro) | 7,637                     | 7.73                      |                     |                     |  |
|                      | Neri Torres Gutiérrez      | Movimiento Regional Somos Más (Somos Más)        | 4,592                     | 4.65                      |                     |                     |  |
|                      |                            |                                                  |                           |                           |                     |                     |  |
| Total                | Total                      | Total                                            | 98,790                    |                           | 101,498             |                     |  |
|                      |                            |                                                  |                           |                           |                     |                     |  |
| Votos válidos        | Votos válidos              | Votos válidos                                    | 98,790                    | 80.61                     | 101,498             | 89.63               |  |
| Votos en blanco      | Votos en blanco            | Votos en blanco                                  | 14,328                    | 11.69                     | 1,181               | 1.04                |  |
| Votos nulos          | Votos nulos                | Votos nulos                                      | 9,435                     | 7.70                      | 10,558              | 9.32                |  |
| Votos emitidos       | Votos emitidos             | Votos emitidos                                   | 122,553                   | 80.62                     | 113,237             | 74.49               |  |
| Abstenciones         | Abstenciones               | Abstenciones                                     | 29,454                    | 19.38                     | 38,770              | 25.51               |  |
| Votantes registrados | Votantes registrados       | Votantes registrados                             | 152,007                   |                           | 152,007             |                     |  |
|                      |                            |                                                  |                           |                           |                     |                     |  |
| Fuente:              |                            |                                                  |                           |                           |                     |                     |  |

### Consejo Regional de Moquegua

#### Sumario general
|                                                                                                 |                                                  |              |              |              |         |         |  |
| Partidos y coaliciones                                                                          | Partidos y coaliciones                           | Voto popular | Voto popular | Voto popular | Escaños | Escaños |  |
| Partidos y coaliciones                                                                          | Partidos y coaliciones                           | Votos        | %            | ±pp          | Total   | +/−     |  |
|                                                                                                 | Somos Perú (SP)                                  | 16,930       | 19.35        | n/a          | 3       | +3      |  |
|                                                                                                 | Kausachun (Kausachun)                            | 15,396       | 17.60        | n/a          | 2       | +2      |  |
|                                                                                                 | Podemos Perú (PP)                                | 12,096       | 13.82        | +7.11        | 2       | +2      |  |
|                                                                                                 | Alianza para el Progreso (APP)                   | 11,154       | 12.75        | +9.76        | 1       | +1      |  |
|                                                                                                 | Juntos por el Perú (JP)                          | 8,820        | 10.08        | Nuevo        | 1       | +1      |  |
|                                                                                                 | Perú Libre (PL)1                                 | 8,159        | 9.32         | +7.88        | 0       | ±0      |  |
|                                                                                                 | Frente de la Esperanza (FE)                      | 7,755        | 8.86         | Nuevo        | 1       | +1      |  |
|                                                                                                 | Nuestro Ilo - Moquegua - Sánchez Cerro (Nuestro) | 6,325        | 7.23         | n/a          | 0       | ±0      |  |
|                                                                                                 | Acción Popular (AP)                              | 861          | 0.98         | n/a          | 0       | ±0      |  |
|                                                                                                 |                                                  |              |              |              |         |         |  |
| Total                                                                                           | Total                                            | 87,496       |              |              | 10      | +1      |  |
|                                                                                                 |                                                  |              |              |              |         |         |  |
| Votos válidos                                                                                   | Votos válidos                                    | 87,496       | 71.39        | +7.28        |         |         |  |
| Votos en blanco                                                                                 | Votos en blanco                                  | 25,980       | 21.20        | –4.33        |         |         |  |
| Votos nulos                                                                                     | Votos nulos                                      | 9,077        | 7.41         | –2.95        |         |         |  |
| Votos emitidos                                                                                  | Votos emitidos                                   | 122,553      | 80.62        | –4.01        |         |         |  |
| Abstenciones                                                                                    | Abstenciones                                     | 29,454       | 19.38        | +4.01        |         |         |  |
| Votantes registrados                                                                            | Votantes registrados                             | 152,007      |              |              |         |         |  |
|                                                                                                 |                                                  |              |              |              |         |         |  |
| Fuente:                                                                                         |                                                  |              |              |              |         |         |  |
| Notas al pie: 1 Comparado con los resultados de Perú Libertario (PL) en las elecciones de 2018. |                                                  |              |              |              |         |         |  |
| Notas al pie:                                                                                   |                                                  |              |              |              |         |         |  |
| 1 Comparado con los resultados de Perú Libertario (PL) en las elecciones de 2018.               |                                                  |              |              |              |         |         |  |

#### Resultados por provincia
| Provincia      | SP                    | SP   | K    | K   | PP   | PP   | APP  | APP | JP   | JP   | PL   | PL   | FE   | FE  | N    | N   | AP  | AP  |   |
| Provincia      | %                     | E    | %    | E   | %    | E    | %    | E   | %    | E    | %    | E    | %    | E   | %    | E   | %   | E   |   |
| -------------- | --------------------- | ---- | ---- | --- | ---- | ---- | ---- | --- | ---- | ---- | ---- | ---- | ---- | --- | ---- | --- | --- | --- | - |
| Provincia      | General Sánchez Cerro | 21.1 | 1    | 7.1 | –    | 28.1 | 2    | 7.2 | –    | 12.3 | –    | 12.7 | –    | 3.8 | –    | 2.4 | –   | 5.4 | – |
| Ilo            | 19.3                  | 1    | 22.3 | 1   | 9.3  | –    | 6.8  | –   | 1.1  | –    | 10.9 | –    | 16.0 | 1   | 14.1 | –   |     |     |   |
| Mariscal Nieto | 19.0                  | 1    | 15.6 | 1   | 14.8 | –    | 19.0 | 1   | 17.4 | 1    | 7.3  | –    | 3.7  | –   | 2.1  | –   | 1.0 | –   |   |
| Total          | 19.3                  | 3    | 17.6 | 2   | 13.8 | 2    | 12.7 | 1   | 10.1 | 1    | 9.3  | –    | 8.9  | 1   | 7.2  | –   | 1.0 | –   |   |

### Autoridades electas
| Cargo                                                      | Autoridad electa | Autoridad electa             | Partido político | Partido político         |
| ---------------------------------------------------------- | ---------------- | ---------------------------- | ---------------- | ------------------------ |
| Gobernadora Regional de Moquegua                           |                  | Gilia Gutiérrez Ayala        |                  | Somos Perú               |
| Vicegobernador Regional de Moquegua                        |                  | Luis Trigoso Palao           |                  | Somos Perú               |
| Consejero Regional de Moquegua (por General Sánchez Cerro) |                  | Modesto Quispe Jorge         |                  | Podemos Perú             |
| Consejera Regional de Moquegua (por General Sánchez Cerro) |                  | Maribel Mamani Asencio       |                  | Podemos Perú             |
| Consejera Regional de Moquegua (por General Sánchez Cerro) |                  | Gabriela Andrade Palomo      |                  | Somos Perú               |
| Consejero Regional de Moquegua (por Ilo)                   |                  | Hernán García Cornejo        |                  | Kausachun                |
| Consejero Regional de Moquegua (por Ilo)                   |                  | Pedro Noguera Prado          |                  | Somos Perú               |
| Consejero Regional de Moquegua (por Ilo)                   |                  | César Marín Cáceres          |                  | Frente de la Esperanza   |
| Consejero Regional de Moquegua (por Mariscal Nieto)        |                  | Alonso Quispe Romero         |                  | Alianza para el Progreso |
| Consejero Regional de Moquegua (por Mariscal Nieto)        |                  | Cristian Cuaila Paripanca    |                  | Somos Perú               |
| Consejero Regional de Moquegua (por Mariscal Nieto)        |                  | Ángel Paredes Cuadros        |                  | Juntos por el Perú       |
| Consejera Regional de Moquegua (por Mariscal Nieto)        |                  | Carla Cornejo Rivera de Peña |                  | Kausachun                |